# Armoracia
Genre
Classification phylogénétique
Armoracia est un genre de plantes herbacées de la famille des Brassicaceae. 
Armoracia rusticana est une espèce connue sous le nom de raifort.

## Liste des espèces
Selon The Plant List (site consulté le 21 aout 2023), le genre compte trois espèces:
- Armoracia macrocarpa (Waldst. & Kit.) Kit. ex Baumg.
- Armoracia rusticana P.Gaertn., B.Mey. & Scherb.
- Armoracia sisymbrioides (DC.) N.Busch ex Ganesh